# Fabian Hieronimus
Fabian Hieronimus es un deportista alemán que compitió en natación. Ganó una medalla de bronce en el Campeonato Europeo de Natación de 1995 y tres medallas en el Campeonato Europeo de Natación en Piscina Corta de 1996.

## Palmarés internacional
| Campeonato Europeo                  | Campeonato Europeo | Campeonato Europeo | Campeonato Europeo |
| Año                                 | Lugar              | Medalla            | Prueba             |
| ----------------------------------- | ------------------ | ------------------ | ------------------ |
| 1995                                | Viena (Austria)    | Medalla de bronce  | 4 × 100 m estilos  |
| Campeonato Europeo en Piscina Corta |                    |                    |                    |
| Año                                 | Lugar              | Medalla            | Prueba             |
| 1996                                | Rostock (Alemania) | Medalla de oro     | 4 × 50 m estilos   |
| 1996                                | Rostock (Alemania) | Medalla de plata   | 50 m mariposa      |
| 1996                                | Rostock (Alemania) | Medalla de plata   | 100 m mariposa     |